# Michalis Pelekanos
Michalis Pelekanos (nacido el 25 de mayo de 1981 en Korydallos, Atenas) es un jugador de baloncesto griego. Puede jugar de alero o de escolta con 1,99 de altura y 100 kg de peso.

## Carrera profesional
Pelekanos comenzó su carrera profesional en Grecia en el Peristeri de la Liga griega. Más tarde se unió al club griego AEK Atenas, y seguidamente se fue traspasado al Panellinios griego. Después de un año de carrera en Panellinios, donde hizo de la afición local sus fanes que coreaban su nombre durante los juegos, debido a sus jugadas emocionantes defensivas y mates, Pelekanos se trasladó a un gigante de la Euroliga, el Real Madrid de la Liga Española ACB.
En 2008, firmó un contrato de 3 años por valor de 2,1 millones de euros de resultado neto con el Olympiacos Pireo. En agosto de 2009, fue cedido por el Olympiacos al Maroussi. Ganó la Euroliga y la Liga Griega con el Olympiacos en 2012.

## Internacionalidad
Fue incluido por Panagiotis Giannakis en la selección de Grecia en el Eurobasket de España 2007. También jugó los JJ. OO. de 2008 con el equipo nacional griego.

## Equipos
| Temporadas | Equipo               | Liga       |
| ---------- | -------------------- | ---------- |
| 1999-04    | Peristeri            | A1 Ethniki |
| 2004-06    | AEK Atenas           | A1 Ethniki |
| 2006-07    | Panellinios          | A1 Ethniki |
| 2007-08    | Real Madrid CF       | Liga ACB   |
| 2008-09    | Olympiacos BC        | A1 Ethniki |
| 2009-10    | Maroussi             | A1 Ethniki |
| 2010-12    | Olympiacos BC        | A1 Ethniki |
| 2012-14    | Aris Salónica BC     | A1 Ethniki |
| 2014-15    | CSU Asesoft Ploiești | Divizia A  |
| 2015-16    | Aris Salónica BC     | A1 Ethniki |
| 2016-17    | Panionios BC         | A1 Ethniki |
| 2017-19    | Doxa Lefkadas B.C.   | A2 Ethniki |
| 2019-20    | Ifaistos Limnou B.C. | A1 Ethniki |
| 2020-      | Oiakas Nafpliou B.C. | A2 Ethniki |